# Quận Dimmit, Texas
Quận Dimmit (tiếng Anh: Dimit County) là một quận trong tiểu bang Texas, Hoa Kỳ. Quận lỵ đóng ở thành phố Carrizo Springs6. 

## Thông tin nhân khẩu
Theo điều tra dân số 2 năm 2000, có 10.248 người, 3.308 hộ, và 2.646 gia đình sống trong quận. Mật độ dân số là 8 người trên một dặm vuông (3/km ²). Có 4.112 đơn vị nhà ở với mật độ trung bình là 3 cho mỗi dặm vuông (1/km ²). Thành phần chủng tộc của quận là 76,95% da trắng, 0,88% da đen hay Mỹ gốc Phi, 0,70% người Mỹ bản xứ, 0,66% người châu Á, 0,07% người đảo Thái Bình Dương, 18,23% từ các chủng tộc khác, và 2,51% từ hai hoặc nhiều chủng tộc. 84,97% dân số là người Hispanic hay Latino thuộc một chủng tộc nào.
Có 3.308 hộ, trong đó 42,00% có trẻ em dưới 18 tuổi sống chung với họ, là 57,40% cặp vợ chồng sống với nhau, 17,20% có hộ là một nữ không có chồng hiện diện, và 20,00% là không có gia đình. 18,00% của tất cả các hộ gia đình được làm bởi những cá nhân và 9,30% có người sống một mình 65 tuổi trở. Bình quân mỗi hộ là 3,06 và cỡ gia đình trung bình là 3,48.
Trong quận, độ tuổi dân cư với 33,20% ở độ tuổi dưới 18, 8,80% 18-24, 24,70% 25-44, 20,70% 45-64, và 12,60% người 65 tuổi trở lên. Độ tuổi trung bình là 32 năm. Cứ mỗi 100 nữ có 94,30 nam giới. Cứ mỗi 100 nữ 18 tuổi trở lên, có 91,10 nam giới.
Thu nhập trung bình cho một hộ gia đình trong quận là 21.917 $, và thu nhập trung bình cho một gia đình là $ 24,579. Nam giới có thu nhập trung bình $ 25.000 so với 15.370 $ cho phái nữ. Thu nhập trên đầu cho quận là 9.765 $. 33,20% dân số và 29,70% của các gia đình đang dưới mức nghèo khổ. Trong tổng dân số, 40,30% những người ở độ tuổi dưới 18 và 31,50% của những người 65 tuổi trở lên đang sống dưới mức nghèo khổ. thu nhập bình quân đầu người của quận này khiến quận một trong những quận nghèo nhất tại Hoa Kỳ.